# Бер, Вильгельм Амандус
Вильгельм Амандус Бер (нем. Wilhelm Amandus Beer; 9 августа 1837, Франкфурт-на-Майне — 1907, там же) — немецкий художник.

## Биография

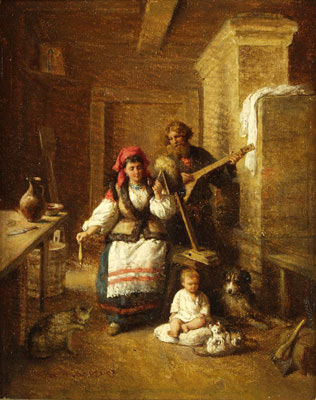
Русская семья

Получил первые уроки у своего двоюродного деда, художника Антона Радля, затем поступил в Штеделевский художественный институт, где учился у Эдуарда фон Штайнле и Якоба Беккера. Получил образование как исторический художник-академист, однако затем поездки по сельской местности в Баварии и Тироле сформировали у Бера предпочтение жанровой живописи.
С 1867 года Бер постоянно путешествовал в Россию, находясь, главным образом, в Смоленской губернии (Дорогобуж и окрестности), создавая множество несколько идеализированных зарисовок повседневной жизни крестьян. За любовь к России получил прозвище Русский медведь (нем. Russen-Beer).
В конце жизни преподавал во Франкфурте; среди его учеников, в частности, Генрих Готтзелиг.
Именем Бера названа улица (Wilhelm-Beer-Weg) во франкфуртском районе Заксенхаузен.